# Булез, Пьер

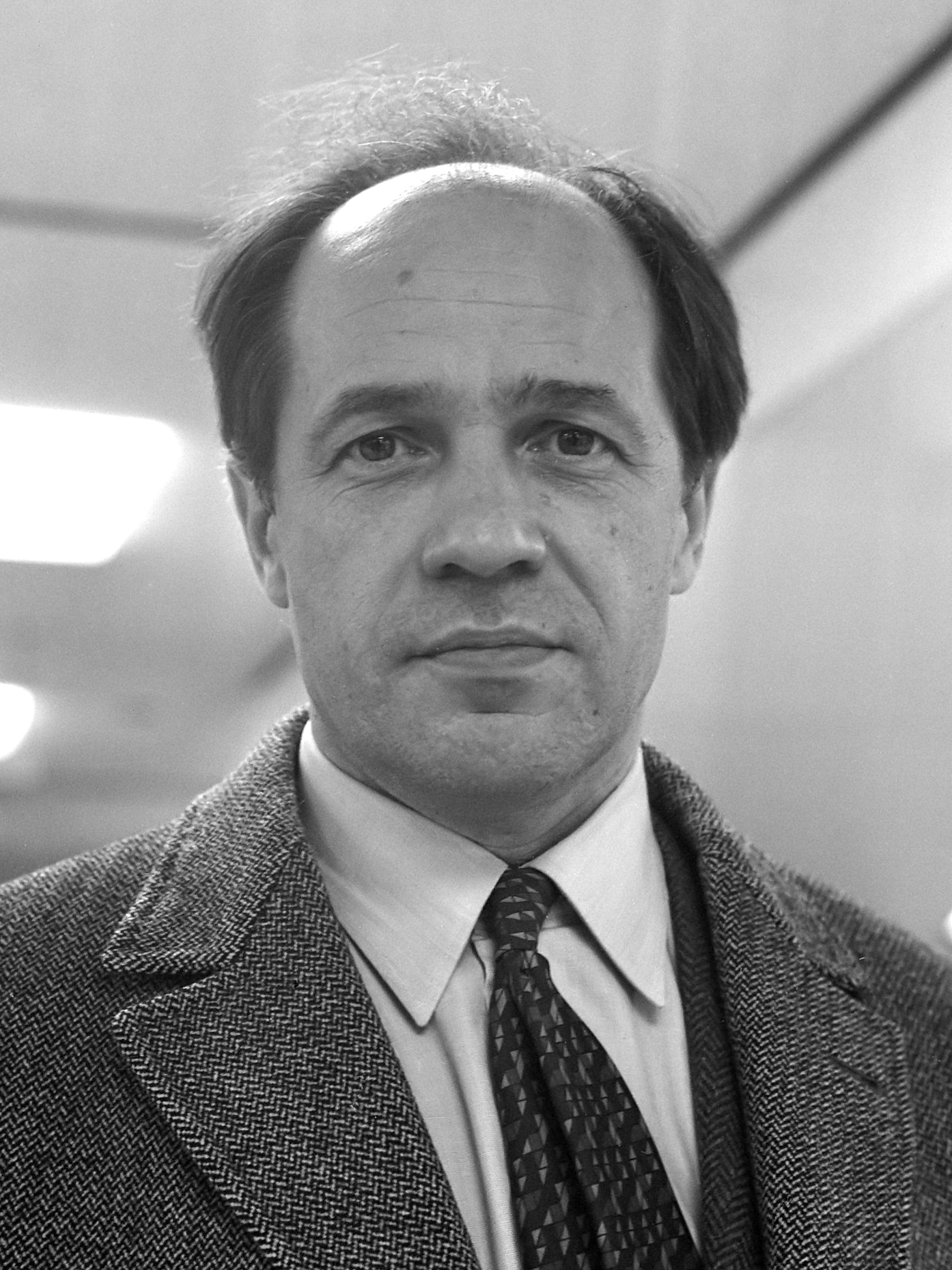
Пьер Булез в 1968 г.

Пьер Луи Жозеф Буле́з (фр. Pierre Louis Joseph Boulez; 26 марта 1925, Монбризон — 5 января 2016, Баден-Баден) — французский композитор и дирижёр. На протяжении многих лет являлся одним из лидеров французского музыкального авангарда.

## Биография
В детстве проявлял способности к музыке и математике, посещал курсы высшей математики в Лионе, однако в 1942 году поступил в Парижскую консерваторию в класс Оливье Мессиана, затем частным образом изучал серийную и додекафоную технику композиции у Рене Лейбовица, ученика Арнольда Шёнберга. Первые сочинения Булеза, отмеченные влиянием Новой венской школы, — Сонатина для флейты, Соната для фортепиано.
В 1948 году по рекомендации Артюра Онеггера получил место дирижёра в театре Мариньи, где руководил постановками современных французских авторов. В 1954 году основал концертное общество Domaine musical, призванное прежде всего пропагандировать творчество современных композиторов. С момента основания и до 1967 года главой организации и дирижёром был Булез; в 1967 году  передал руководство концертами Жильберу Ами.
Мировую известность композитору принесли кантата «Солнце вод» (премьера в Париже под управлением Р. Дезормьера, 1950) и Вторая фортепианная соната (премьера в авторском исполнении, Дармштадт, 1952).
В середине 1950-х годов Булез обратился к написанию статей об эстетике и технике композиции, вёл активную преподавательскую деятельность, не прекращая сочинять. Композитор экспериментировал с электронной, конкретной и микрохроматической музыкой, с 1974 по 1992 был председателем института IRCAM, занимающегося исследованиями в области акустики и современной музыки.

## Дирижёрская деятельность
Булез в разные годы руководил филармоническими оркестрами Кливленда и Нью-Йорка, симфоническим оркестром BBC. Основу репертуара Булеза составляли сочинения композиторов XX века (причём некоторых значительных авторов, например Пауля Хиндемита, Прокофьева и Шостаковича, Булез принципиально обходил своим вниманием).
Участвовал в качестве дирижёра в оперных постановках («Кольцо Нибелунга» в постановке Патриса Шеро на Байройтском фестивале, «Пеллеас и Мелизанда», «Записки из мёртвого дома» и др.)
Среди осуществлённых студийных и концертных аудио- и видеозаписей — произведения Белы Бартока (в том числе все сценические произведения и инструментальные концерты), Альбана Берга (в том числе обе оперы), Лучано Берио, Харрисона Бёртуистла, Эдгара Вареза, Антона Веберна (полное собрание сочинений), Жерара Гризе, Клода Дебюсси, Поля Дюка, Фрэнка Заппы, Эллиотта Картера, Яниса Ксенакиса, Дьёрдя Куртага, Дьёрдя Лигети, Густава Малера (полный цикл симфоний), Оливье Мессиана, Мориса Равеля, Альбера Русселя, Александра Скрябина, Игоря Стравинского, Мануэля де Фальи, Арнольда Шёнберга, Кароля Шимановского, Рихарда Штрауса, Леоша Яначека и свои собственные, из композиторов XVIII—XIX веков — некоторые сочинения Гектора Берлиоза, Иоганнеса Брамса («Немецкий реквием»), Антона Брукнера (симфонии № 5, 7—9), Рихарда Вагнера («Кольцо Нибелунга» — полный цикл, «Парсифаль», «Трапеза апостолов», «Фауст-увертюра», «Пять стихотворений Матильды Везельдонк», «Зигфрид-идиллия» и др.), Вольфганга Амадея Моцарта, Георга Фридриха Генделя, Роберта Шумана.
Булез выступал также как хоровой дирижёр, в частности, записал на фирме Sony собрание произведений Арнольда Шёнберга для хора a capella.

## Признание
- Лауреат Премии Гравемайера (2001, за пьесу Sur Incises, написанную к 80-летию Пауля Захера).
- Золотая медаль «За заслуги в культуре Gloria Artis» (2012, Польша)[10]
- По результатам опроса, проведённого в ноябре 2010 года британским журналом о классической музыке BBC Music Magazine среди ста дирижёров из разных стран, среди которых такие музыканты, как Колин Дэвис (Великобритания), Валерий Гергиев (Россия), Густаво Дудамель (Венесуэла), Марис Янсонс (Россия-Латвия), Пьер Булез занял девятое место в списке из двадцати наиболее выдающихся дирижёров всех времён[11]. Введён в Зал славы журнала Gramophone[12].

Другие призы и премии:
- Премия Эрнста фон Сименса (1979)
- Почётный командор ордена Британской империи (1979)
- Sonning Award (1985) Дания
- Императорская премия (1989) Япония
- Polar Music Prize (1996)
- Wolf Prize (2000) Израиль
- Премия Гленна Гульда (2002) Канада
- Премия Киото (2009) Япония
- Edison Award (2010) Классическая Музыка
- BBVA Foundation Frontiers of Knowledge Awards (2012)

## Список музыкальных произведений
- 1945 — Нотации / Notations для фортепиано
- 1946 — Соната для фортепиано No. 1
- 1946/51/88—89 — Свадебный лик / Le visage nuptial для сопрано, контральто, женского хора и оркестра
- 1947—1948 — Соната № 2 для фортепиано (1947—48)
- 1948/50/58/65 — Солнце вод / Le soleil des eaux для сопрано соло, смешанного хора и оркестра
- 1948—49 — Книга для квартета / Livre pour quatuor (квартет струнных)
- 1951 — Полифония X / Polyphonie X
- 1951 — Структуры для двух фортепиано. Тетрадь I / Structures, Livres I
- 1953—55 — Молоток без мастера / Le marteau sans maître для контральто, альтовой флейты, гитары, вибрафона, ксилоримбы, ударных и альта на стихи Рене Шара
- 1955—57/63 … — Соната № 3 для фортепиано (не окончена)
- 1957—1989 — Складка за складкой / Pli selon pli для сопрано и оркестра, в 5 частях:

 — Дар
 — Импровизация I на Малларме
 — Импровизация II на Малларме
 — Импровизация III на Малларме
 — Томбо
- 1957—68 — Фигуры, дубли, призмы / Figures, doubles, prismes для большого оркестра
- 1965 — Осколок / Éclat для 15 инструментов
- 1966 — Осколок - множество / Éclat/Multiples, для оркестра
- 1961—1968 — Области / Domaines для кларнета соло
- 1961—1968 — Области / Domaines для кларнета и 21 инструмента
- 1970 — Каммингс — это поэт / Cummings ist der Dichter для 16 солистов и 24 инструментов
- 1972 — …неподвижно-взрывающаяся… / …explosante-fixe… (первая версия: для флейты, кларнета и трубы, 1972; вторая версия: для октета и электронных инструментов, 1973—74; третья: для вибрафона и электронных инструментов, 1985; четвёртая: для электронной флейты, камерного оркестра и электронных инструментов, 1991—93)
- 1974—1975 — Ритуал памяти Бруно Мадерны / Rituel: In Memoriam Bruno Maderna для оркестра из восьми групп
- 1976—1977 — Эскиз письма (Посланиэскиз) / Messagesquisse для виолончели соло и 6-ти виолончелей
- 1978—1999—… — Нотации / Notations (версия для оркестра)
- 1980—1984 — Респонсории / Répons для двух фортепиано, арфы, вибрафона, колокольчиков, цимбал, оркестра и электронных инструментов
- 1982—1985 — Диалог двух теней / Dialogue de l’ombre double для кларнета и электронных инструментов
- 1984 — Отклонение I / Dérive 1 для 6-ти исполнителей
- 1988—2006 — Отклонение II / Dérive 2 для 11-ти исполнителей
- 1991… — Антемы I / Anthèmes 1 для скрипки соло
- 1996—1998 — На Монограммы / Sur Incises для 3 фортепиано, 3 арф и 3 исполнителей на ударных
- 1985—1995 — Диалог двух теней / Dialogue de l’ombre double (транскрипция для фагота и электронных инструментов)
- 1998 — Антемы II / Anthèmes 2 для скрипки и электроники
- 2005 — Une page d’éphéméride для фортепиано